# Escuela Argentina de Protocartografía
La Escuela Argentina de Protocartografía es un grupo de cartógrafos, geógrafos e historiadores que afirman que América fue representada en los mapas previos a la Era de los Descubrimientos, incluso antes del primer viaje de Colón. 
Originalmente se refiere a las obras publicadas de investigadores argentinos que expusieron su teoría de que América se conocía mucho antes de la Era de los Descubrimientos, como se indica en el artículo Les Travaux de l'Ecole Argentine de Protocartographie, de Paul Gallez.
En ese trabajo, Paul Gallez estableció los miembros originales y presentó sus publicaciones. De acuerdo con esto, los miembros originales argentinos son: Enrique de Gandía, Dick Edgar Ibarra Grasso y el propio Paul Gallez. En el artículo también se menciona a algunos de sus seguidores, y, por ende, se los considera miembros: el colombiano residente en México Dr. Gustavo Vargas Martínez y el argentino Demetrio Charalambous.